# Laura Agustí
Laura Agustí   (Aragó, 7 de gener de 1980), coneguda com Lalauri, és una il·lustradora i escriptora espanyola.
Va créixer en un poble de l'Aragó on va establir una intensa relació amb els gats. Llicenciada en Belles Arts per la Universitat Miguel Hernández d'Altea es va formar en disseny d'interiors a l'Escola Massana de Barcelona. Va iniciar la seva trajectòria professional com il·lustradora amb Gatos en la cabeza (Lunwerg, 2018) i després va publicar el relat il·lustrat Historia de un gato (Lumen, 2020). Ha fet il·lustracions per desenes de llibres de diverses editorials.